# Катрін Цеттель
Катрін Цеттель (нім. Kathrin Zettel; нар. 5 серпня 1986, Шайбс) — австрійська гірськолижниця, чемпіонка світу, медалістка Олімпійських ігор.
Катрін спеціалізується в основному в технічних дисциплінах гірськолижного спорту, слаломі та гігантському слаломі. Золоту медаль чемпіонки світу вона виборола у суперкомбінації на чемпіонаті світу 2009, що проходив у Валь-д'Ізері.
Бронзову олімпійську медаль Цеттель здобула на Іграх 2014 року в Сочі в спеціальному слаломі.

## Перемоги на етапах Кубка світу
| Дата              | Місце             | Дисципліна         |
| ----------------- | ----------------- | ------------------ |
| 25 листопада 2006 | Аспен             | гігантський слалом |
| 28 грудня 2006    | Земмеринг         | гігантський слалом |
| 25 жовтня 2008    | Зельден           | гігантський слалом |
| 28 грудня 2008    | Земмеринг         | гігантський слалом |
| 25 січня 2009     | Кортіна д'Ампеццо | гігантський слалом |
| 6 березня 2009    | Офтершванг        | гігантський слалом |
| 16 січня 2010     | Марібор           | гігантський слалом |
| 17 січня 2010     | Марібор           | Слалом             |